# Leucanopsis taperana
Leucanopsis taperana är en fjärilsart som beskrevs av William Schaus 1933. Leucanopsis taperana ingår i släktet Leucanopsis och familjen björnspinnare. Inga underarter finns listade i Catalogue of Life.